# 9 октября (футбольный клуб)
«9 октября» (исп. 9 de Octubre Fútbol Club) — эквадорский футбольный клуб из города Гуаякиль.

## История
Клуб был основан 18 апреля 1926 года. Название клуба было дано в честь даты, когда провинция Гуаяс с центром в Гуаякиле объявила о своей независимости от Испании (9 октября).
В любительском статусе, дважды становилась чемпионом провинции Гуаяс (1940, 1946). В 1962 году команда получила профессиональный статус в том же году приняла участие в национальном чемпионате. В следующем году клуб занял второе место в в чемпионате провинции Гуаяс.
В 1965 году клуб занял второе место в национальном первенстве, что позволило ему принять участие в Кубке Либертадорес. В 1983 и 1984 годах клуб дважды финишировал вторым в национальном чемпионате. С 1983 года команда опускалась вплоть до третьего уровня футбольных лиг Эквадора.
Проведя во втором дивизионе в общей сложности 22 года, в 1994 году команда заняла 2-е места в Серии B и на один год вернулась в высший дивизион.
В 2020 году клуб выиграл Серию B и официально вернулся в высший дивизион чемпионата Эквадора после 25 лет отсутствия. Однако по итогам сезона 2022 вновь покинул Серию А.

## Достижения
- Серебряный призёр чемпионата Эквадора (3): 1965, 1983, 1984